# 索伯列夫空间
数学上，一个索伯列夫空间是一个由函数组成的賦範向量空間。对于某个给定的 {\displaystyle p\geq 1}，索伯列夫空间的范数是函数 {\displaystyle f} 的 {\displaystyle k} 阶导数和函数 {\displaystyle f} 的有限Lp范数的结合。
索伯列夫空间以苏联数学家舍蓋·索伯列夫来命名。它的重要性体现在一些偏微分方程的弱解在特定的索伯列夫空间存在，即使该偏微分方程在具有经典导数定义的连续函数空间不存在强解。

## 简介
对于数学函数的光滑性有很多種。最基本的要求可能就是函数要连续，更進一步的要求是可微（因为可微函数也是连续的），再强一些的概念是导数的连续性（这些函数称为{\displaystyle C^{1}} — 参看光滑函数）。可微函数在很多领域相当重要，特别是在微分方程中。在二十世纪，人们发现{\displaystyle C^{1}}函数空间不是研究微分方程的解的恰当的空间。
而索伯列夫空间正是{\displaystyle C^{1}}空间的替代品，用于研究偏微分方程的解。

## 技术性讨论
我们从最简单情况下的索伯列夫空间开始，也就是单位圆上的一维情况。在这个情况下，索伯列夫空间{\displaystyle W^{k,p}}定义为Lp的子集，使得 {\displaystyle f} 和它的直到 {\displaystyle k} 阶的导数有一个有限的Lp范数，对于某个给定的 {\displaystyle p\geq 1} 。定义正确意义上的导数时必须小心。在这个一维问题中，假设{\displaystyle f^{(k-1)}}是几乎处处可微并且等于其导数的勒贝格积分（这可以排除康托函数这样的例子）就足够了。
按照这个定义，索伯列夫空间有一个自然的范数,
{\displaystyle \|f\|_{k,p}={\Big (}\sum _{i=0}^{k}\|f^{(i)}\|_{p}^{p}{\Big )}^{1/p}={\Big (}\sum _{i=0}^{k}\int |f^{(i)}(t)|^{p}\,dt{\Big )}^{1/p}.}
赋予了范数{\displaystyle \|\cdot \|_{k,p}}的{\displaystyle W^{k,p}}是一个完备空间。实际上只要取序列中的第一项和最后一项就可以了，也即，如下的范数 
{\displaystyle \|f^{(k)}\|_{p}+\|f\|_{p}}
和上述范数等价。

### 例子
有些索伯列夫空间有简单的表述。例如，在一维情况，{\displaystyle W^{1,1}}就是绝对连续函数空间，而 {\displaystyle W^{1,\infty }} 是李普希兹函数空间。还有，{\displaystyle W^{k,2}}可以自然地用其傅立叶级数的术语定义，也就是
{\displaystyle W^{k,2}({\mathbb {T} })={\Big \{}f\in L^{2}({\mathbb {T} }):\sum _{n=-\infty }^{\infty }(1+n^{2}+\dotsb +n^{2k})|{\widehat {f}}(n)|^{2}<\infty {\Big \}}}
其中{\displaystyle {\widehat {f}}}是 {\displaystyle f} 的傅立叶级数。和前面一样，可以采用等价的范数
{\displaystyle \|f\|^{2}=\sum _{n=-\infty }^{\infty }(1+n^{2k})|{\widehat {f}}(n)|^{2}.}
两个表达都可以从帕塞瓦尔定理以及微分等价于傅立叶系数乘以in这个事实导出。这个特殊情况很重要，因此有一个特别的符号，{\displaystyle H^{k}}:
{\displaystyle \,H^{k}=W^{k,2}.}

## 非整数k{\displaystyle k}的索伯列夫空间
为避免混淆，在讨论不是整数的k的时候，我们通常用 {\displaystyle s} 来取代它，也即{\displaystyle W^{s,p}}或者{\displaystyle H^{s}}。

### p=2{\displaystyle p=2}的情形
{\displaystyle p=2} 的情形是最简单的情形，因为傅立叶表述可以直接推广。我们定义范数为
{\displaystyle ||f||_{2,s}^{2}=\sum (1+n^{2s})|{\widehat {f}}(n)|^{2}}
而索伯列夫空间{\displaystyle H^{s}}为具有有限范数的函数的空间。

### 分数阶微分
如果 {\displaystyle p} 不是2，就采取类似的方法。在这个情况下帕塞瓦尔定理不再成立，但是微分还是对应于在傅立叶域中的乘法，并且可以推广到非整数阶。因此，可以定义一个分数阶微分的算子其阶为 {\displaystyle s}，如下所示
{\displaystyle F^{s}(f)=\sum _{n=-\infty }^{\infty }(in)^{s}{\widehat {f}}(n)e^{int}}
换句话说，取傅立叶变换，乘以{\displaystyle (in)^{s}}再取逆傅立叶变换（定义为傅立叶－乘法－逆傅立叶的算子称为乘子，这本身也是一个研究主题）。这使得我们可以定义{\displaystyle s,p}的索伯列夫范数如下
{\displaystyle \,\Vert f\Vert _{s,p}=\Vert f\Vert _{p}+\Vert F^{s}(f)\Vert _{p}}
而且，跟平常一样，索伯列夫空间是有有限索伯列夫范数的函数的空间。

### 复插值
获取“分数索伯列夫空间”的另一个办法是采用复插值。复插值是一个通用的技术：对于任何 {\displaystyle 0\leq t\leq 1} 和巴拿赫空间 {\displaystyle X} 及 {\displaystyle Y}，且这二者都包含于某个更大的巴拿赫空间中，我们可以创建“过渡空间”，记为 {\displaystyle [X,Y]_{t}}。（后面将会讨论到一个不同的方法，所谓的实插值方法，它对于迹的分类的索伯列夫理论有重要的意义）。
这样的空间 {\displaystyle X} 和 {\displaystyle Y} 称为插值对。
下面提一些关于复插值的有用的定理：
定理（插值）：{\displaystyle [[X,Y]_{a},[X,Y]_{b}]_{c}=[X,Y]_{cb+(1-c)a}}.
定理 （算子的插值）：若 {\displaystyle \{X,Y\}} 和 {\displaystyle \{A,B\}} 是插值对，并且若 {\displaystyle T} 是一个线性映射，定义与 {\displaystyle X+Y}到 {\displaystyle A+B} 中，使得 {\displaystyle T} 在 {\displaystyle X} 到 {\displaystyle A} 和 {\displaystyle Y} 到 {\displaystyle B} 上连续，则 {\displaystyle T} 从 {\displaystyle [X,Y]_{t}} 到{\displaystyle [A,B]_{t}}上连续。并且有如下的插值不等式：
{\displaystyle ||T||_{[X,Y]_{t}\to [A,B]_{t}}\leq C||T||_{X\to A}^{1-t}||T||_{Y\to B}^{t}.}
参看: Riesz-Thorin定理。
回到索伯列夫空间上来，我们要通过对几个{\displaystyle W^{k,p}}的插值得到非整数 {\displaystyle s} 的{\displaystyle W^{s,p}}。第一件事当然是看看这个可以给出一致的结果，而我们确实有
定理: {\displaystyle \left[W^{0,p},W^{m,p}\right]_{t}=W^{n,p}}，如果 {\displaystyle n} 是一个整数使得 {\displaystyle n=tm}。
因此，复插值是一个得到一个空间{\displaystyle W^{k,p}}之间的空间{\displaystyle W^{s,p}}的一个连续统的一致的方法。而且，它给出了和分数阶微分同样的空间（但参看延拓算子中的一个变化）。

## 多维情况
现在考虑在 {\displaystyle \mathbb {R} ^{n}} 及其子集上的索伯列夫空间。从圆到线的变化只涉及傅立叶公式的技术细节 — 基本上就是将傅立叶级数变为傅立叶变换，将求和变为积分。到多维情况的转换有更大的难度，从定义就开始变化。{\displaystyle f^{(k-1)}}是{\displaystyle f^{(k)}}的积分这个条件无法一般化，而最简单的解决办法是考虑分布理论意义下的导数。
由此可以得到一个形式化的定义。令 {\displaystyle D} 为 {\displaystyle \mathbb {R} ^{n}} 中开集。定义索伯列夫空间
{\displaystyle \,W^{k,p}(D)}
为定义于 {\displaystyle D} 上的函数f的族，使得对于满足下式的每个多重索引{\displaystyle \alpha }
{\displaystyle |\alpha |\leq k}
{\displaystyle f^{(\alpha )}}是一个函数，且
{\displaystyle ||f^{(\alpha )}||_{p}<\infty .}
在它上面的一个合适的范数是所有这样的 {\displaystyle \alpha } 上的那些 {\displaystyle L^{p}} 范数的和。它是完备的，因此是一个巴拿赫空间。
实际上，这个方法在一维也成立，并且和前面分数阶微分中所述并无多大区别。

### 例子
在多维情况，有些结果不再成立，例如，{\displaystyle W^{1,1}}只包含连续函数。例如，{\displaystyle {\frac {1}{|x|}}}属于{\displaystyle W^{1,1}(B^{3})}，其中{\displaystyle B^{3}}是三维的单位球。对于足够大的 {\displaystyle k}，{\displaystyle W^{k,p}(D)}将只包含连续函数，但是对于哪个 {\displaystyle k} 才够取决于 {\displaystyle p} 以及维数这二者。
但是，{\displaystyle W^{1,\infty }} 和 {\displaystyle W^{k,2}} 的表述在做了必要的修改之后还是成立的。

## 索伯列夫嵌入
索伯列夫空间{\displaystyle W^{k,p}(\mathbb {R} ^{n})}是{\displaystyle L^{p}(\mathbb {R} ^{n})}的子集。一个很自然的问题是：有没有其它的Lp空间包含{\displaystyle W^{k,p}(\mathbb {R} ^{n})}？索伯列夫嵌入定理给出一个简单的表达（参看）:
定理：令 {\displaystyle k,n\in \mathbb {Z} _{>0}} 且 {\displaystyle 1\leq p\leq \infty }。则如下命题成立:
1. 若 {\displaystyle {\frac {1}{p}}>{\frac {k}{n}}} 则 {\displaystyle W^{k,p}(\mathbb {R} ^{n})\subseteq L^{\frac {1}{{\frac {1}{p}}-{\frac {k}{n}}}}(\mathbb {R} ^{n})}（作为集合）。而且，包含关系是一个有界算子。
2. 若 {\displaystyle {\frac {1}{p}}={\frac {k}{n}}} 则所有有紧支撑的函数 {\displaystyle f\in W^{k,p}(\mathbb {R} ^{n})}是{\displaystyle L^{q}(\mathbb {R} ^{n})}的元素，其中 {\displaystyle q<\infty }。

## 迹
令{\displaystyle s>{\frac {1}{2}}}。若 {\displaystyle X} 为开集，使得其边界 {\displaystyle G}“足够光滑”，则我们可以定义映射 {\displaystyle P} 的迹（也即，限制)如下
{\displaystyle Pu=u|_{G},}
也即，{\displaystyle u} 限制到边界 {\displaystyle G} 上。一个可能的光滑条件是一致{\displaystyle C^{m}}， m ≥ s。 （但是注意，这个矩阵迹没有关系。）
这个迹映射 {\displaystyle P} 其定义域为{\displaystyle H^{s}(X)}，而其像正好是{\displaystyle H^{s-{\frac {1}{2}}}(G)}。如果要完全形式化，{\displaystyle P} 首先定义在无穷可微函数上，并且通过连续性扩展到整个{\displaystyle H^{s}(X)}。注意取迹'失去了半个导数'。
确定{\displaystyle W^{s,p}}的迹映射的像要困难很多，需要使用实插值这个工具，在此不具体讨论。其最后的结果是Besov空间。事实上，在{\displaystyle W^{s,p}}空间的情形，我们不是失去半个导数，我们失去了{\displaystyle {\frac {1}{p}}}个导数。

## 延拓算子
若 {\displaystyle X} 是开域，其边界不是太不良（例如，如果其边界为流形，或者满足更宽松但更奇特的“锥条件”）则存在一个算子 {\displaystyle A} 将 {\displaystyle X} 的函数到 {\displaystyle \mathbb {R} ^{n}} 的函数，使得：
1. {\displaystyle Au(x)=u(x)} 对于几乎所有 {\displaystyle X} 中的 {\displaystyle x} 以及
2. {\displaystyle A} 连续，从{\displaystyle W^{k,p}(X)}到{\displaystyle W^{k,p}({\mathbb {R} }^{n})}，对于任何 {\displaystyle 1\leq p\leq \infty } 以及整数 {\displaystyle k}。

我们称算子 {\displaystyle A} 为 {\displaystyle X} 的延拓算子。
延拓算子是最自然的定义非整数 {\displaystyle s} 的{\displaystyle H^{s}(X)}方法（我们不能直接在 {\displaystyle X} 进行，因为取傅立叶变化是一个整体操作）。我们定义{\displaystyle H^{s}(X)}为：u属于{\displaystyle H^{s}(X)}当且仅当 {\displaystyle Au} 属于{\displaystyle H^{s}(\mathbb {R} ^{n})}。等价的有，复插值产生同样的{\displaystyle H^{s}(X)}空间只要 {\displaystyle X} 存在一个延拓算子。如果 {\displaystyle X} 没有一个延拓算子，复插值是唯一取得{\displaystyle H^{s}(X)}空间的办法。
因此，插值不等式仍然成立。

### 用零延拓
我们定义 {\displaystyle H_{0}^{s}(X)} 为无穷可微紧支撑函数的空间 {\displaystyle C_{c}^{\infty }(X)} 在 {\displaystyle H^{s}(X)} 中的闭包。给定一个迹的定义如上，我们可以给出如下命题
定理：令 {\displaystyle X} 为一致 {\displaystyle C^{m}} 正规空间，{\displaystyle m\geq s}并令 {\displaystyle P} 为线性映射，将 {\displaystyle H^{s}(X)} 中的 {\displaystyle u} 映射到
{\displaystyle \left.\left(u,{\frac {du}{dn}},...,{\frac {d^{k}u}{dn^{k}}}\right)\right|_{G}}
其中{\displaystyle {\frac {d}{dn}}}是垂直于 {\displaystyle G} 的导数，而 {\displaystyle k} 是最大的小于 {\displaystyle s} 的整数。则{\displaystyle H_{0}^{s}}正好是 {\displaystyle P} 的核。
若{\displaystyle u\in H_{0}^{s}(X)}，我们可以一种自然的方式定义它的零延拓{\displaystyle {\tilde {u}}\in L^{2}({\mathbb {R} }^{n})}，也就是 
{\displaystyle {\tilde {u}}(x)=u(x)}若{\displaystyle x\in X}，否则{\displaystyle {\tilde {u}}(x)=0}。
定理：令 {\displaystyle s>{\frac {1}{2}}}。将 {\displaystyle u} 变为 {\displaystyle {\tilde {u}}} 的映射是到 {\displaystyle H^{s}({\mathbb {R} }^{n})} 中的连续映射，当且仅当 {\displaystyle s} 不是形为 {\displaystyle n+{\frac {1}{2}}}（对于某个整数 {\displaystyle n}）。